# Haute Route du Beaufortain
Pour les articles homonymes, voir Haute Route (homonymie).
La Haute Route du Beaufortain est un itinéraire de randonnée de France situé en Savoie, dans le massif du Beaufortain.

## Tracé
L'itinéraire est créé par un guide local. Il vise à effectuer le tour du massif du Beaufortain en passant un maximum par les crêtes et les sommets, entre 1 800 et 2 700 mètres d'altitude,. Non balisé et non fléché, il s'écarte parfois des sentiers et nécessite ainsi de bonnes connaissances de la montagne, que ce soit en pratique de la marche hors sentier ou en orientation,,.
Il peut être réalisé en six à huit jours et comporte trois variantes,.